# فرودگاه پرکیوپاین پلین
فرودگاه پرکیوپاین پلین (به انگلیسی: Porcupine Plain Airport) یک فرودگاه همگانی است که یک باند فرود چمن دارد و طول باند آن ۷۷۷ متر است. این فرودگاه در کشور کانادا قرار دارد و در ارتفاع ۴۹۸ متری از سطح دریا واقع شده است.